# Niels Arden Oplev
Niels Arden Oplev est un réalisateur danois né le 26 mars 1961.

## Filmographie
- 1992 : Nøgen
- 1996 : Portland
- 1997 : Headbang i Hovedlandet (TV)
- 2001 : Fukssvansen
- 2006 : We Shall Overcome (Drømmen)
- 2008 : To verdener
- 2009 : Millénium (Män som hatar kvinnor)
- 2013 : Dead Man Down
- 2014 : Kapgang
- 2017 : L'Expérience interdite - Flatliners (Flatliners)
- 2019 : Ser du månen, Daniel
- 2022 : Rose